# Jørgen Skafte Rasmussen
Jørgen Skafte Rasmussen (født 30. juli 1878 i Nakskov, død 12. august 1964 i København) var en dansk ingeniør og iværksætter.
Jørgen Skafte Rasmussen flyttede til Tyskland i 1898, hvor hvor han i Sachsen grundlagde en række erhvervsvirksomheder, herunder Zschopauer Motorenwerke J. S. Rasmussen, der i 1920'erne og 1930'erne  fremstillede bl.a. biler og motorcykler under mærket DKW. DKW blev verdens største motorcykelproducent. Jørgen Skafte Rasmussen købte i 1928 aktiemajoriteten i Audi Werke, der sammen med DKW og bilproducenterne Horch og Wanderer blev slået sammen til Auto Union, der siden blev til det moderne Audi.
Han er begravet ved Pedersborg Kirke i Sorø.

## Familie
Han var søn af skibsfører Hans Peder Rasmussen og dennes anden hustru Maren Johanne, f. Skafte. Til familien hørte den 1862 fødte halvsøster Anna Petersine Frederikke og søsteren Kristine. Faderen Hans Peder døde da Jørgen Skafte var lille og moderen mistede han som 19-årig.
Jørgen Skafte Rasmussen gik på realskolen i Nakskov og kom så i lære hos Smidt, Mygind & Hüttemeier i København. Efter moderens død flyttede han ind hos halvsøsteren i Nykøbing Falster og fortsatte sin læretid hos firmaet Guldborg. Umiddelbar efter at være blevet udlært i 1898 forlod han Danmark.
Fra 1898 til 1900 studerede Rasmussen maskinbyggeri og elektroteknik ved Technikum Mittweida, hvorefter han blev optaget på den nyåbnede Ingenieurschule Zwickau. Der bestod han i 1902 sin ingeniøreksamen. Derefter menes han at have været ansat på Rheinischen Metallwaren- & Maschinenfabrik i Düsseldorf, men han vendte tilbage til Zwickau efter kort tid. Den 10. september 1904 blev Jørgen Skafte Rasmussen gift i Chemnitz med købmandsdatteren Theresie Liebe.
Familien forlod Zschopau i 1938 og boede i Sacrow nær Potsdam indtil Skafte Rasmussen og hustru i 1945 flygtede til Flensborg. I 1947 flyttede de til Danmark og boede fra 1948 i Hareskovby og senere i København.
Datteren Ilse blev født i 1905 og sønnerne Hans Werner Skafte, Ove Skafte og Arne Skafte fødtes i hhv. 1906, 1909 og 1912. Hans Rasmussen blev 2. juni 1945 arresteret af den sovjetiske besættelsesmagt og døde den 21. september 1945 i fangenskab.

## Erhvervsvirksomhed
Sammen med købmand Carl Ernst, som stammede fra Køln, grundlagde Jørgen Skafte Rasmussen i 1903 firmaet Rasmussen & Ernst, som fremstillede dampkedelarmaturer og metalvarer. Skafte Rasmussen gjorde flere praktiske opfindelser indenfor området.
I 1906 købte Jørgen Skafte Rasmussen en klædefabrik i Zschopau i Sachsen, og startede produktion af metalvarer, udstyr til dampmaskiner og diverse apparater. I 1912 købte han bygningerne fra en nedlagt klædefabrik og grundlagde sin egen maskinfabrik i Zschopau. Under første verdenskrig fremstillede firmaet Rasmussen og Ernst blandt andet tændsatser til granater og eksperimenterede med dampdrevne køretøjer og fik registreret mærket DKW (Damp Kraft Wagen).
Efter krigen vendte Rasmussen sig mod forbrændingsmotoren og fremstillede en to-takters hjælpemotor til cykler. Han udvidede produktionen og begyndte at fremstille knallerter og mindre motorcykler, der blev solgt under mærket DKW. Produktionen blev en succes, og i 1928 blev Zschopauer Motorenwerke J. S. Rasmussen verdens største motorcykelproducent med sine DKW-motorcykler. Der blev fremstillet op til 300 motorcykler og 350 motorer dagligt. 
Zschopauer Motorenwerke J. S. Rasmussen påbegyndte  i 1927 også produktion af personbiler under DKW-mærket og fik stor succes med firmaets mindre F-serie, der var kendetegnet ved tværstillet motor og forhjulstræk, hvilket var banebrydende på daværende tidspunkt. Jørgen Skafte Rasmussen købte i 1928 aktiemajoriteten i Audiwerke Zwickau, og motorerne til DKW's biler, der alle var totaktsmotorer, blev fremstillet i Zschopau, og de forhjulstrukne F-biler blev fra 1931 samlet på Audi Werke og de baghjulstrukne DKW-biler blev bygger i Zschopauer Motorenwerkes fabrik i Berlin-Spandau. Udover motorcykler og biler var Jørgen Skafte Rasmussen som den første i Europa involveret i bl.a. serieproduktion af husholdningskøleskabe, en produktion, der blev påbegyndt i 1929.
Wall Street-krakket i 1929 og den efterfølgende økonomiske krise ramte Tyskland hårdt, og de tyske banker, hvori Rasmussen havde optaget lån, så med bekymring på udviklingen. Sachsens Statsbank forlangte en fusion mellem de fire bilproducenter i Sachsen, DKW, Audi, Horch og Wanderer og udpegede Dr. Richard Bruhn til at repræsentere banken. De fire virksomheder blev i 1932 lagt sammen til Auto Union AG, med  Dr. Richard Bruhn som formand. Jørgen Skafte Rasmussens fortsatte som bestyrelsesmedlem, men der opstod uoverensstemmelser med andre bestyrelsesmedlemmer, bl.a. som følge af Rasmussens ønske om at bringe ejerskabet af virksomhederne tilbage på private hænder. I 1934 blev Rasmussen afsat i bestyrelsen. Dr. Richard Bruun havde i 1933 meldt sig ind i nazipartiet og båndene mellem Auto Union og den tyske stat blev efter nazipartiets magtovertagelse tætte.  Ved rigskansler Adolf Hitlers mellemkomst fik Rasmussen i 1938 udbetalt en kompensation, som i nutidig valuta svarer til omtrent 39 millioner kroner.
Ved slutningen af 2. verdenskrig flygtede Rasmussen til Flensborg og flyttede herefter tilbage til Danmark. Han var i 1950'erne tilknyttet Dansk Industri Syndikat, hvor an udviklede firmaets motorcykler.
Rasmussens oprindelige fabrikker i Sachsen blev efter krigens afslutning nationaliseret, og blev af DDR benyttet til produktion af biler og motorcykler i DDR (bl.a. mærkerne Trabant, Wartburg og MZ). Teknologien i Rasmussens totaktsmotorer blev bl.a. benyttet af Saab i Saab 92, der kom på markedet i 1947.

## Udmærkelser
- 1938 udnævnt til æresdoktor ved Technische Hochschule Dresden.
- 1939 Ridder af Danebrog.